# Приволье (бывшее село, Ульяновская область)
Приволье — упразднённое село в Кузоватовском районе Ульяновской области России.

## География
Располагалось в верховье оврага Привольский (верховье реки Ерыклинка), примерно в 5 км к северо-востоку от современного села Озерки.

## История
Время образования села пока не установлено, приблизительно в начале XIX века.
В 1859 году деревня Приволье, по почтовому тракту из г. Симбирска в г. Саратов, в 1-м стане Сенгилеевского уезда Симбирской губернии, в которой в 36 дворах жило: 156 мужчин и 168 женщин.
Деревня Приволье (Выселки) обозначена на карте Менде 1861 года.
Так как в деревне не было своей церкви, то прихожане ходили в село Старая Ерыкла.
На 1913 год в сельце Приволье было 588 жителей в 107 дворах, действовала земская школа, население — русские.
До административной реформы 1924 года входило в Сенгилеевский уезд Симбирской губернии. В последние годы относилось к Волынщинскому сельсовету.
В 1924 году сельцо Приволье в составе Старо-Ерыклинском с/с Дворянской волости Сызранского уезда Ульяновской губернии.
В 1928 году село Приволье вошло в состав Озёрского с/с Кузоватовского района.
В 1930 году в селе был создан свиносовхоз «Кузоватовский» Волынщинского сельского Совета с. Приволье (центр. усадьба) Кузоватовского района Средневолжского края.

## Население
| Год  | Число дворов | Число жителей | Примечания                                                                   |
| ---- | ------------ | ------------- | ---------------------------------------------------------------------------- |
| 1859 | 36           | 324           |                                                                              |
| 1900 | 62           | 514           | в с-це Приволье (при роднике, в 5 вер.; н. р.) в 62 дворах: 247 м. и 267 ж.; |
| 1913 | 107          | 588           |                                                                              |
| 1924 | 112          | 630           | школа 1-й ступени.                                                           |
| 1930 | 144          | 723           | русские                                                                      |

## Известные уроженцы
- Приволье — родина Героя Советского Союза Григория Фёдоровича Васянина (1896—1973)[11]
- Прибыловский Виктор Александрович — художник.